# Matheus Krauchuk
Matheus Krauchuk Esquivel Rodrigues (* 4. November 1997 in Lapa, Paraná) ist ein brasilianischer Volleyballspieler.

## Karriere
Krauchuks Karriere begann in der Saison 2012/13 in seiner Heimat bei Unilife Maringá. Dort spielte er bis zur Saison 2015/16. Von 2016 bis 2018 spielte er bei Vôlei Renata. 2018/19 spielte er in Bahrain bei al-Najma. In den nächsten Saisons spielte der Diagonalangreifer bei Vereinen aus Italien, Südkorea, Türkei und Brasilien. Seit der Saison 2022/23 spielt er beim deutschen Bundesligisten Berlin Recycling Volleys.